# Nhạc Lâm Tự
Nhạc Lâm Tự (tiếng Nhật: がくりんじ) vị trí tạihuyện Gunma Minakami Phật Tự của Tào Động tông. Là địa điểm được đăng ký chứng nhận「Nhật Bản bách đại danh nguyệt」.

## Tóm tắt
Eishō năm thứ 2 (năm 1505) do Song Lâm Tự đời thứ bảy tại Tianzong (Tiếng Nhật: ざいてんしゅうちょう) Thiền sư khai sơn, Tiểu Xuyên thành (lâu đài Ogawa)  thế hệ thứ hai Jiro Ogawa Oku Hiroko (Điện Ngọc Lâm viện Kiyotoshi Shiki Am chủ) khai cơ sáng lập. Là ngôi đền cuối cùng của Song Lâm Tự (ngôi đền chi phối bởi bổn sơn Song Lâm Tự), là ngôi đền trụ cột Thất Lực Tự (Nibiyaji) gần bên Song Lâm Tự. Ngoài ra, còn có cổng Sugiki Mozaemon xây dựng bởi đền thờ Shirakoya Okuma của Bồ Đề Tự.

### Xung quanh của ngôi Đền
- Mijouyama·Đại Phong sơn (huyện Gunma)
- Trạm xe Jōmō-Kōgen·Suối nước nóng (Minakami Onsen)
- Trạm nghỉ ngơi công viên nước Tsukino Yaze (Michi-no-Eki Tsukiyono Yaze Shinsui Park)·Pha lê thủy tinh Joetsu
- Công viên nước di sản thế giới

## Phương thức giao thông
- Đường sắt
  - Joetsu Shinkansen trạm xe Kamiko Kogen theo lối ra phía tây đi bộ 10 phút.
- Lái xe
  - Từ cao tốc Kan-Etsu đường giao lộ Tsukiyono qua quốc lộ số 17(Kokudō 17-gō)・quốc lộ số 291 (Kokudō 291-gō) khoảng 10 phút.